# Scylaticus indicus
Scylaticus indicus är en tvåvingeart som beskrevs av Stanley Willard Bromley 1939. Scylaticus indicus ingår i släktet Scylaticus och familjen rovflugor. Inga underarter finns listade i Catalogue of Life.